# John Lucas
John Harding Lucas II (Durham, Carolina del Norte, 31 de octubre de 1953) es un exjugador y entrenador de baloncesto estadounidense que jugó durante catorce temporadas en la NBA. Con 1,89 metros de estatura, jugaba de base.

## Trayectoria deportiva

### Universidad
Lucas jugó con los Terrapins de la Universidad de Maryland durante 4 temporadas, siendo en las tres últimas el máximo anotador de su equipo, con unos promedios de 20,1, 19,5 y 19,1 puntos respectivamente. No sólo jugó a baloncesto, sino también a tenis, siendo elegido en ambos deportes All-American y nombrado Atleta del Año de la Atlantic Coast Conference en 1976.

### Profesional
Fue elegido en el número 1 del Draft de la NBA de 1976 por Houston Rockets, siendo elegido en su primera temporada en el mejor quinteto de rookies, tras promediar 11,1 puntos y 5,6 rebotes. Tras dos temporadas en la ciudad tejana, fue traspasado a Golden State Warriors, iniciando un recorrido por 6 equipos diferentes a lo largo de sus 14 temporadas en la NBA, incluidos dos retornos a Houston. 
A nivel de equipo su mayor logro fue el llegar a las Finales de la NBA con los Rockets en el año 1986, perdiendo ante Boston Celtics. 
Con 36 años regresa a Houston para disputar su última temporada en la liga profesional, y es cuando se levanta el escándalo por drogas dentro del equipo, que acaba con la suspensión de los jugadores Mitchell Wiggins y Lewis Lloyd por dar positivo en un control de drogas por cocaína. Lucas, adicto a esa droga y al alcohol, decide someterse voluntariamente a una desintoxicación, evitando así ser expulsado de la liga, pero que puso fin a su carrera como jugador.
En 14 temporadas, promedió 10,7 puntos y 7 asistencias por partido, siendo uno de los 20 jugadores de la historia de la NBA que más pases de canasta ha dado.

### Entrenador
Después de rehabilitarse con éxito de su adicción a las drogas, regresó a la NBA como entrenador  principal de San Antonio Spurs donde estuvo 2 temporadas, para pasar después por los Sixers otros dos años, más tarde fue asistente de los Denver Nuggets durante 3 temporadas antes de aceptar ser entrenador principal de los Cleveland Cavaliers.
Lucas fue contratado en la 2009–10, para ser asistente de Los Angeles Clippers con el entrenador Mike Dunleavy.
En julio de 2016, se unió a los Houston Rockets como asistente en el desarrollo de jugadores.

## Estadísticas de su carrera en la NBA
|  | Líder de la liga |

### Temporada regular
| Año     | Equipo       | PJ  | PT  | MPP  | %TC  | %3P  | %TL  | RPP | APP  | ROB | TPP | PPP  |
| ------- | ------------ | --- | --- | ---- | ---- | ---- | ---- | --- | ---- | --- | --- | ---- |
| 1976–77 | Houston      | 82  | -   | 30.9 | .477 | -    | .789 | 2.7 | 5.6  | 1.5 | .2  | 11.1 |
| 1977–78 | Houston      | 82  | -   | 35.8 | .435 | -    | .772 | 3.1 | 9.4  | 2.0 | .1  | 12.4 |
| 1978–79 | Golden State | 82  | -   | 37.7 | .462 | -    | .822 | 3.0 | 9.3  | 1.9 | .1  | 16.1 |
| 1979–80 | Golden State | 80  | -   | 34.5 | .467 | .286 | .768 | 2.8 | 7.5  | 1.7 | .0  | 12.6 |
| 1980–81 | Golden State | 66  | -   | 29.1 | .439 | .167 | .738 | 2.3 | 7.0  | 1.3 | .0  | 8.4  |
| 1981–82 | Washington   | 79  | 53  | 24.6 | .426 | .091 | .784 | 2.1 | 7.0  | 1.2 | .1  | 8.4  |
| 1982–83 | Washington   | 35  | 0   | 11.0 | .473 | .000 | .500 | 0.8 | 2.9  | .7  | .0  | 4.1  |
| 1983–84 | San Antonio  | 63  | 39  | 28.7 | .462 | .275 | .764 | 2.9 | 10.7 | 1.5 | .1  | 10.9 |
| 1984–85 | Houston      | 47  | 21  | 24.6 | .462 | .318 | .798 | 1.8 | 6.8  | 1.3 | .0  | 11.4 |
| 1985–86 | Houston      | 65  | 65  | 32.6 | .446 | .308 | .775 | 2.2 | 8.8  | 1.2 | .1  | 15.5 |
| 1986–87 | Milwaukee    | 43  | 40  | 31.6 | .457 | .365 | .787 | 2.9 | 6.7  | 1.7 | .1  | 17.5 |
| 1987–88 | Milwaukee    | 81  | 22  | 21.8 | .445 | .338 | .802 | 2.0 | 4.8  | 1.1 | .0  | 9.2  |
| 1988–89 | Seattle      | 74  | 8   | 11.4 | .398 | .265 | .701 | 1.1 | 3.5  | .8  | .0  | 4.2  |
| 1989–90 | Houston      | 49  | 18  | 19.1 | .375 | .299 | .764 | 1.8 | 4.9  | .9  | .0  | 5.8  |
| Total   | Total        | 928 | 266 | 27.5 | .449 | .303 | .776 | 2.3 | 7.0  | 1.4 | .1  | 10.7 |

### Playoffs
| Año   | Equipo     | PJ | PT | MPP  | %TC  | %3P  | %TL  | RPP | APP | ROB | TPP | PPP  |
| ----- | ---------- | -- | -- | ---- | ---- | ---- | ---- | --- | --- | --- | --- | ---- |
| 1977  | Houston    | 12 | -  | 35.8 | .540 | -    | .765 | 2.8 | 6.9 | 2.0 | .3  | 14.7 |
| 1982  | Washington | 7  | -  | 10.6 | .538 | .333 | .667 | 1.1 | 2.9 | .4  | .1  | 4.4  |
| 1985  | Houston    | 5  | 4  | 30.4 | .325 | .143 | .636 | 4.2 | 5.4 | 1.2 | .0  | 13.6 |
| 1987  | Milwaukee  | 12 | 12 | 30.2 | .453 | .333 | .813 | 2.1 | 5.2 | 1.2 | .1  | 15.6 |
| 1988  | Milwaukee  | 5  | 0  | 16.0 | .370 | .231 | .667 | 1.6 | 3.8 | 1.0 | .0  | 5.8  |
| 1989  | Seattle    | 4  | 0  | 9.3  | .294 | .000 | .500 | 0.3 | 2.0 | .0  | .0  | 2.8  |
| Total | Total      | 45 | 16 | 25.2 | .451 | .261 | .746 | 2.1 | 4.9 | 1.2 | .1  | 11.2 |